# Kino

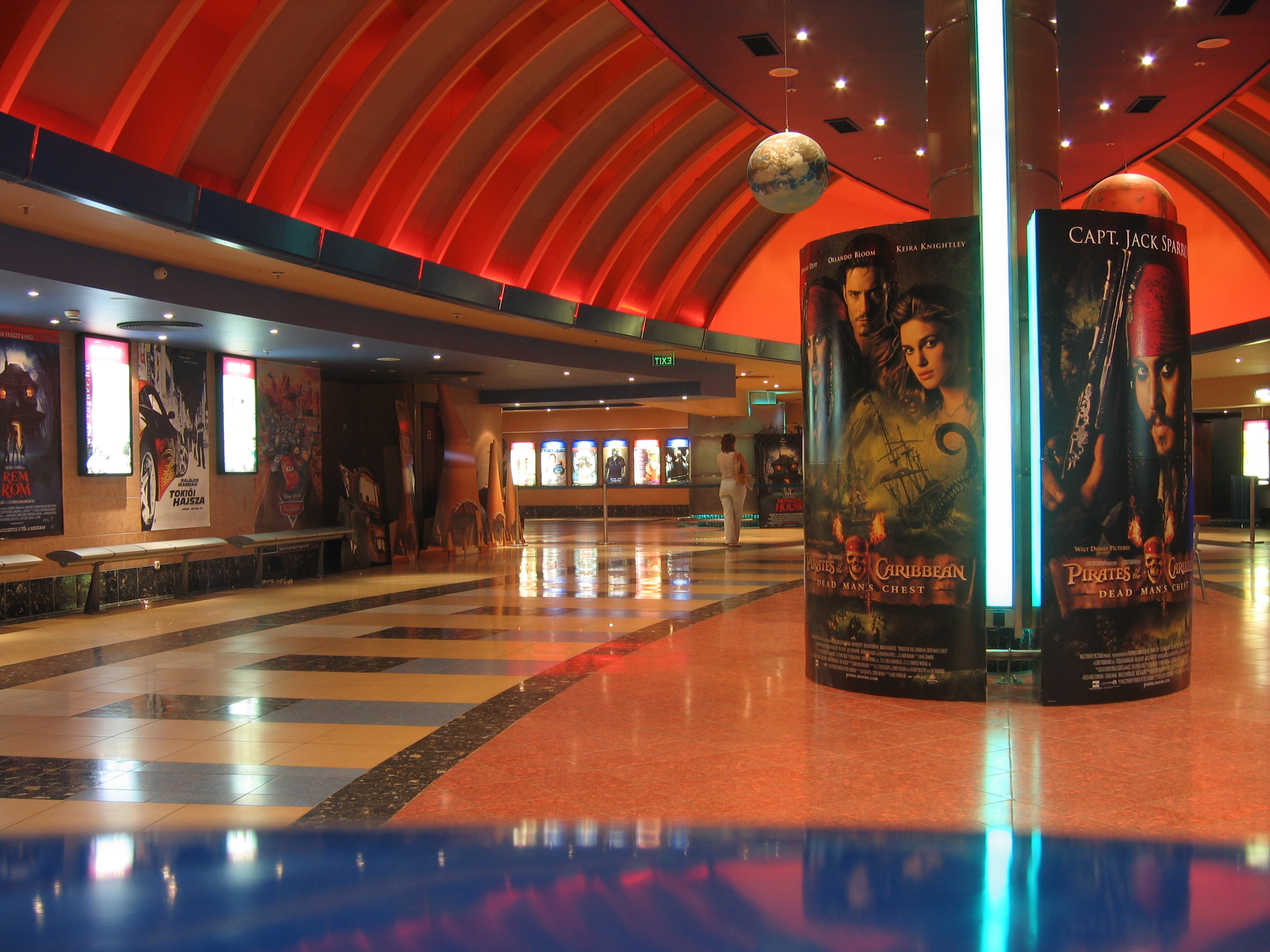
Předsálí moderního kina v Budapešti

Kino neboli biograf je místo (obvykle budova), které je určeno k hromadnému sledování filmových představení. Filmový projektor, který je umístěn vzadu v projekční kabině, promítá film na plátno, které je umístěno vpředu před hledištěm. Vstup bývá zpoplatněn.

## Etymologie
Název kino je odvozen z řeckého kinēma (pohyb) a graf (záznam, z grafō = píši). Starší označení biograf pochází z řeckého bios (život, bio- = životo-). Původní název byl kinematograf (čili záznam pohybu) nebo biograf (záznam života). Thomas Alva Edison si dal roku 1889 patentovat pod označením kinematograf kameru, pod názvem kinetoskop filmovou promítačku, zvukový doprovod obstarával další Edisonův vynález - fonograf.
V hovorové řeči došlo ke spojení a zkrácení obou termínů na kino (bio v období první republiky), ve slangové řeči na biák. Od výše uvedených slov je také odvozeno označení pro klasický fotografický materiál nazývaný kinofilm. Kino s více sály nazýváme multikino.

## Části kina
- hlediště - prostor určený pro diváky
- filmové plátno - promítací plocha, na níž je pomocí promítacího stroje zobrazován filmový obraz
- promítací kabina - místnost určená pro skladování filmových kopií a provoz promítacího stroje, pracoviště promítače
- vestibul, šatna, sociální zařízení (zejména záchod s umyvadlem)
- technické systémy
  - promítací stroje
  - ozvučení sálu - zvuková aparatura
  - vnitřní osvětlení
  - nouzové osvětlení
  - vzduchotechnická zařízení, ventilace (odvětrávání sálu)
  - vytápění sálu, případně klimatizační zařízení
  - havarijní systémy, zde zejména protipožární zařízení

## Druhy kin

### Letní kino
Termínem letní kino označujeme specializované kino, které není provozováno v zastřešeném sále, ale pod širým nebem. V zastřešeném prostoru se zde z praktických důvodů obvykle nachází pouze promítací přístroj a sklad filmů. Vzhledem k tomu, že prostor není možné vytápět a zatemnit, bývá takovéto kino v provozu pouze během letních měsíců a pouze v pozdních večerních hodinách. Bývá proto zřizováno např. ve velkých rekreačních oblastech, které jsou provozně vytížené pouze v létě. 
- více o letním kinu...

### Autokino
Termínem autokino se označuje kino, jehož hlediště je uzpůsobeno tak, že se na promítaný film mohou dívat diváci usazení ve svých automobilech. Zvuk je přehráván do jednotlivých automobilů prostřednictvím např. autorádií. Autokino se v Česku stalo populární zejména kvůli pandemii covidu-19.

### Klasické kino a multikino
Termínem klasické kino a multikino označujeme, kino ve vnitřních prostorách. Klasické kino má pouze 1 sál, oproti multikinu, který jich má víc (Mladá Boleslav 4). Jedním s nejrozšířenějším firem kin patří Cinestar.  
- Více o multikinu...

### Galerie

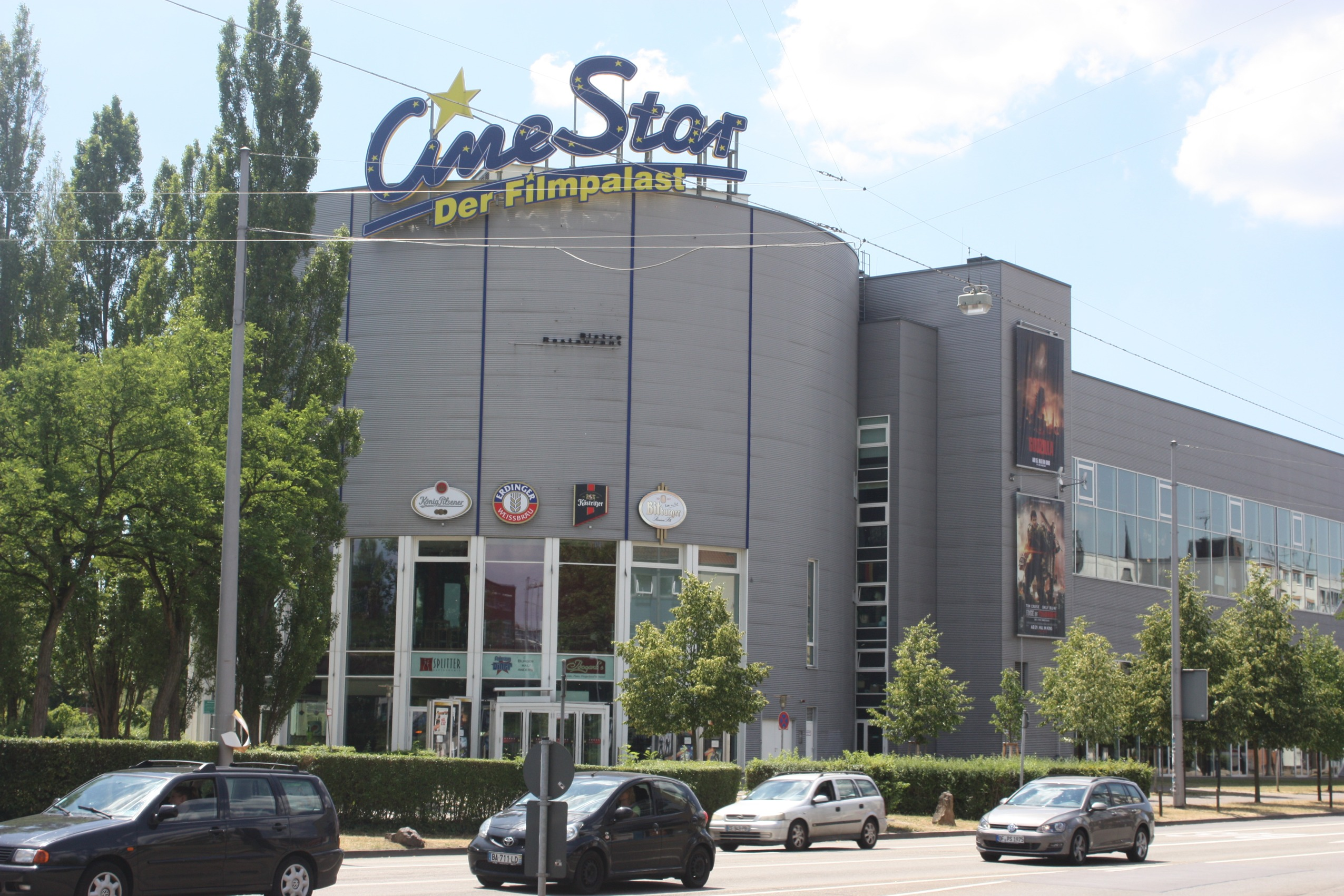
multikino
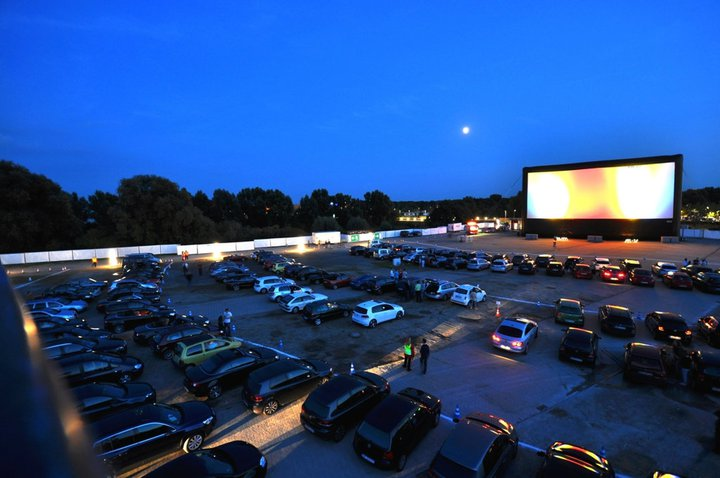
autokino
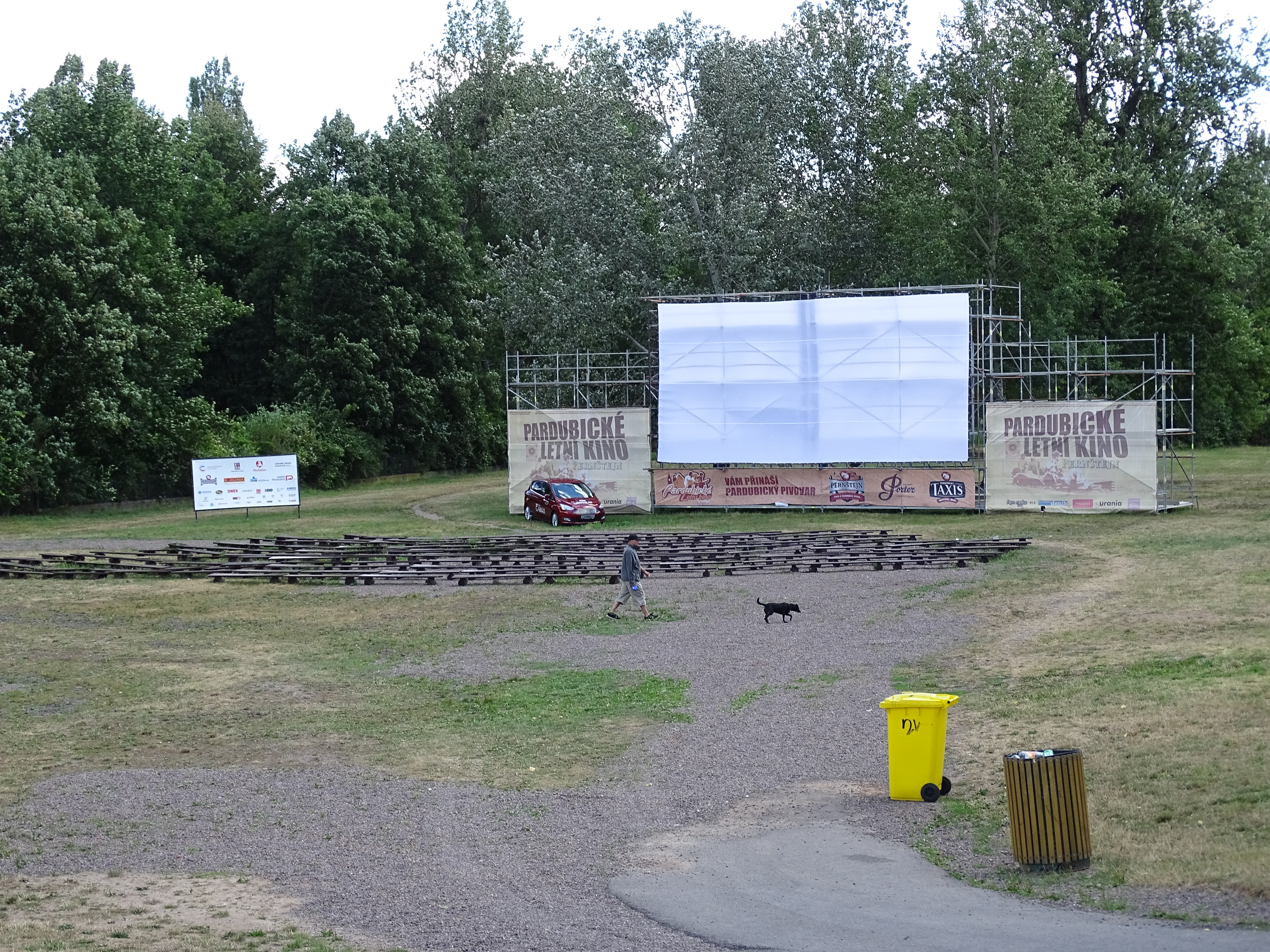
letní kino
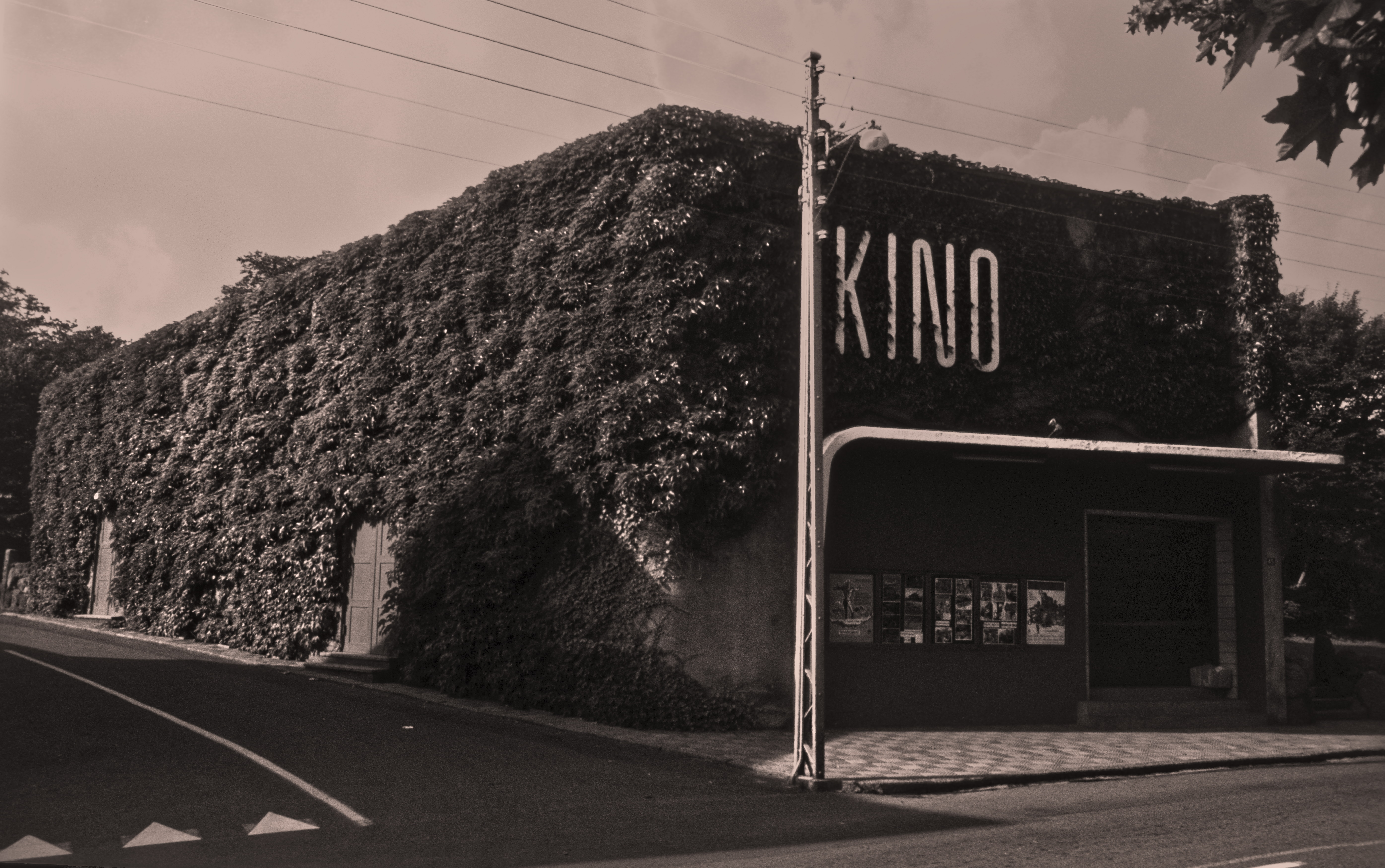
klasické kino

## Historie

### Nejstarší kina v českých zemích
Nejstarší kinematografické produkce byl dosud zmapovány v Praze, v Ústí nad Labem a v Brně, další se objevily například v Liberci, v Žatci nebo v Kroměříži. Zaznamenány byly pouze scény s opakovanou produkcí. Většinou šlo o stravovací zařízení, seznam sálů, do kterých putovní kinematograf jednou zavítal, není úplný.
- Kinematograf Jana Kříženeckého, 1. projekce obrázků nepohyblivých (?) r. 1895[3], 1896 - 1898 dřevěná bouda na Výstavišti, 1901 - zmíněna Na Maninách, v zahradě 1.měšťanského pivovaru[4] (divadlo Uranie), tj. stále východní areál Výstaviště Praha VII, 1943 budova vyhořela, zbořena
- Sál hotelu Grand v Brně, pohostinské vystoupení Shchillerovy vídeňské společnosti, 11. srpna 1896
- Salón hotelu U černého koně v Praze Na Příkopě, Adolf Oppenheimer, 18.10.1896
- Sál hotelu Saský dvůr v Hybernské ulici v Praze, francouzská společnost Lumierova, 24.10.1896
- Orlí sál Grand-hotelu Europa v Praze II. v Opletalově ulici (tehdy Mariánské), poprvé s doprovodem fonografu, podzim 1896
- Kočovný kinematograf původem žateckých bratří Oeserů[5]:
  - stálá scéna ve vlastním domě v Praze na Vinohradech, v Korunní ulici čp. 736 (dnes Bělehradská), 1896 nebo 1897
  - hostování v Ústí nad Labem, Vaníčkova ulice restaurace, nyní zvaná Budvarka[6], 1897
- Putovní biograf Viktora Ponrepa, Praha, od roku 1901 do 1904[7]
- Kavárna Louvre, Praha II, Národní třída, 90. léta 19. století; projekce Jana Kříženeckého[3], dodnes existuje, ale Jazz klub bez kina
- Ponrepův biograf v hostinci U koruny, Praha VII - Holešovice, 1904 - 1907
- The Royal Bio Co., vzniklo roku 1906 v Brně na tehdejším Doretově dvoře
- The Empire Bio Co.,  první stálé kino v Brně, na Velkém náměstí (nynější Náměstí Svobody), od 8. června 1907
- Bio Ponrepo, dům U modré štiky, Praha I, Karlova/Lilová čp. 180/I, od 15. září 1907,[8] dům s restaurací dodnes existuje, ale bez kina
- Bio Ponrepo, Praha II, Opatovická ulice (údajná druhá lokace kina), dům existuje, ale bez kina
- Illusion - Stálé divadlo živých fotografií Aloise Jalovce a Františka Tichého v Praze II- Na Slovanech, od 1908, 1909 přesídlilo na Václavské náměstí
- Divadlo Edison, Praha - Žižkov, Husinecká 16
- Stálý Kinematograf Theater Franze Josefa Oesera, Praha 3 - Vinohrady, Vinohradská čp. 1271 (dnes na tom místě Atrium Flora), k registraci přihlášen 15.9.1910[9]

Do roku 1914 již v Praze souběžně působilo kolem 15 kin, nejznámější byla:
- Konvikt v Praze I, Bartolomějská ulice, původně taneční sál
- Bio Lucerna, Praha II, palác Lucerna, otevřeno 1909
- Royal Bioscop Ponec, Praha - Žižkov, František Ponec otevřel 1910, zrušeno 1968, od 1998 opět činné jako divadlo Ponec[10]
- Lido Bio v Praze, Hybernská ulice, od října 1911
- Kino Passage v Praze na Václavském náměstí pro 800 diváků = první profesionálně vedené stálé kino[11].
- Bio Světozor, Praha II. Vodičkova ulice, projekce Jana Kříženeckého 1918[3], kino dosud hraje.

## Rekordy kin

### Světové

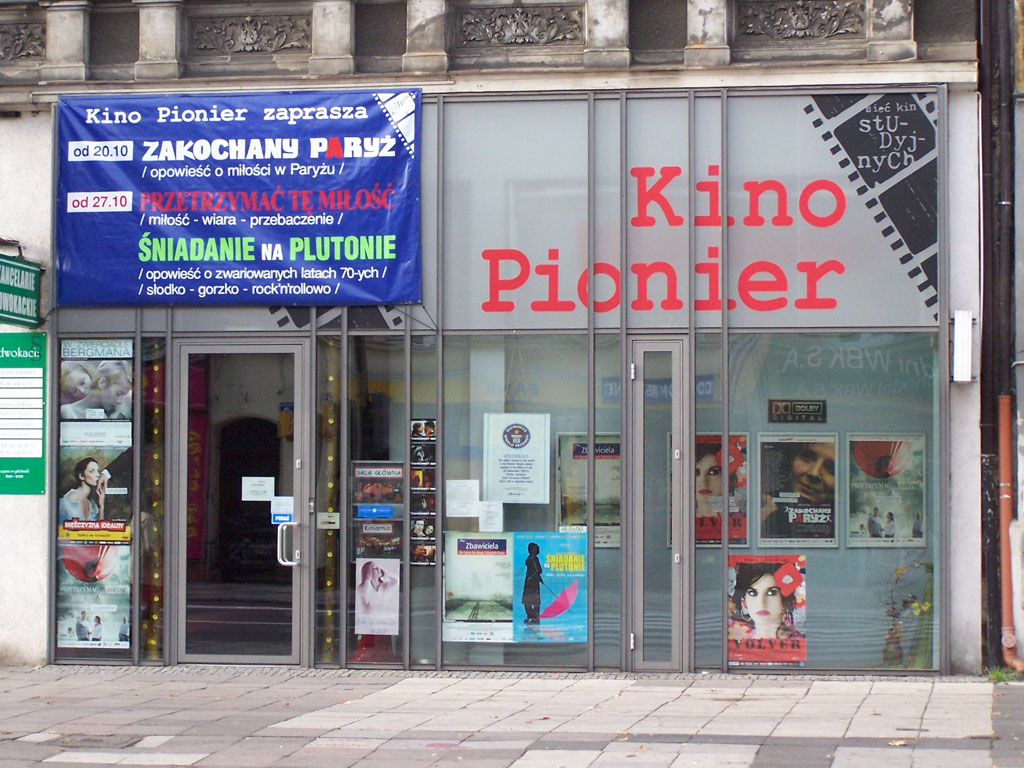
Kino Pionier, Štětín, Polsko

- Nejstarší na světě dosud fungující kino (hrající stále na jednom místě) je kino Pionier v polském Štětíně. Otevřeno bylo pod názvem Helios v roce 1909.[12]

### České
- Nejmenší kinosály se nachází v multikině Cinestar Anděl. Mají kapacitu 24 míst.[13] Zároveň jsou to sály, kde se platí nejvyšší vstupné.[14]
- Největší klasické kino s celoročním provozem je Velké kino ve Zlíně, které má kapacitu 1010 diváků.[zdroj?]
- Největší plátno má z klasických kin pro širokoúhlý formát sál č. 5 v Cinema City v Letňanech s plochou 139 m2.[zdroj?] Větší plochu má plátno v Cinema City Nový Smíchov, ale ne pokud se promítá klasicky v širokoúhlém formátu.[zdroj?] Ještě větší je IMAX (600 m2), ale to není klasické kino.[zdroj?]
- Nejlepší zvuk má sál č. 11 Cinestar Anděl, který má jako jediný zvukovou certifikaci THX.[zdroj?]
- Nejstarší v Česku = nejstarší dosud na jednom místě hrající kino je kino Lucerna v Praze, otevřené v roce 1909.[15]